# Prometheus (měsíc)

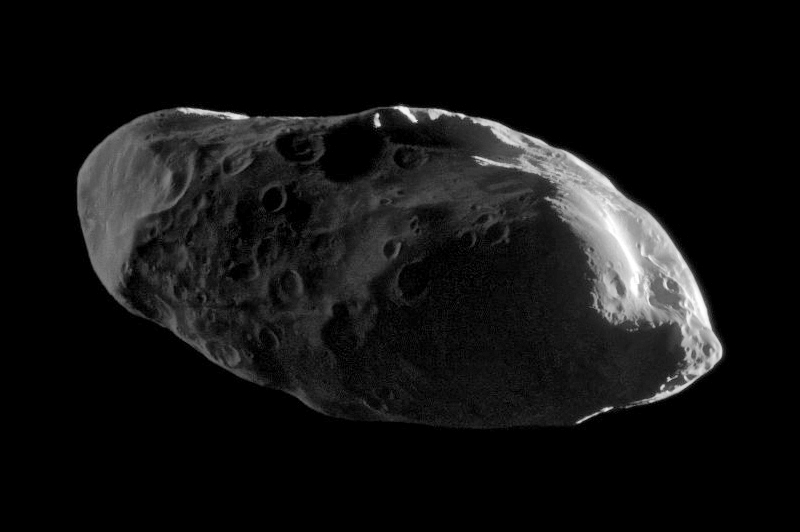
Prometheus na snímku sondy Cassini

Prometheus je měsíc planety Saturn. Svůj název dostal podle Titána, který přinesl lidem oheň. Od Saturnu je vzdálen 139 350 kilometrů. Rozměry měsíce jsou 72,5×42,5×32,5 kilometrů. Hmotnost měsíce je 2,7×1017 kilogramů. Objeven byl roku 1980 a objevitelem se stal S. Collins. Doba jednoho oběhu kolem planety měsíci je 0,6130 dne. Doba rotace není známa. Měsíc má typicky bramborovitý tvar.